# KL파트너스
KL&파트너스(KL & Partners)는 대한민국의 사모펀드 운용회사이다.

## 역사
대표이사 김기현이 행정고시 출신으로 관료 생활을 하다가 스틱인베스트먼트와 이스트브릿지파트너스를 거쳐 창업했다.

## 투자기업
- 마녀공장: 2025년 엘앤피코스메틱이 보유한 마녀공장 경영권 지분 51.87%를 1천 900억 원에 인수하였다.[2]
- 맘스터치[3]
- 가야산샘물
- 더이앤엠
- 유바이오로직스
- 코스모신소재[4]

## 사업
2023년 KDB산업은행 PE실과 공동 업무집행조합원(co-GP) 형태로 블라인드 펀드를 조성하고 있다